# Confederación Nacional del Trabajo
Confederación Nacional del Trabajo (svenska: Nationella arbetskonfederationen), förkortat CNT, är en anarkosyndikalistisk facklig centralorganisation i Spanien. Den grundades år 1910 i Barcelona och är medlem i samarbetsorganet Internationella arbetarassociationen. CNT har mycket nära band med Iberiska anarkistiska federationen (FAI) varför de två organisationerna länge förkortades CNT-FAI.
CNT hade sin storhetstid under 1920- och 30-talen, särskilt under den spanska revolutionen och det spanska inbördeskriget 1936-1939 där den kom att spela en central roll på republikens sida och hade tillsammans med FAI två miljoner medlemmar.

## Historia

### Grundande
CNT grundades 1910 vid en tid då den spanska arbetarrörelsen i stort följde Spanska socialistiska arbetarpartiet och dess allierade fackförbund Unión General de Trabajadores (UGT). Den syndikalistiska fackföreningen Solidaridad Obrera i Katalonien höll det året en kongress där medlemmarna röstade för att försöka expandera verksamheten till resten av landet för att fungera som opposition till det socialistiskt dominerade UGT. Redan året därpå organiserade man en storskalig strejk och förbjöds därför av myndigheterna fram till 1914. Från 1916 och framåt upphörde man med den konfrontativa rivaliteten med socialisterna i UGT och började samarbeta med dem i anordnandet av strejker.

### Mellankrigstiden

#### 1920-talet

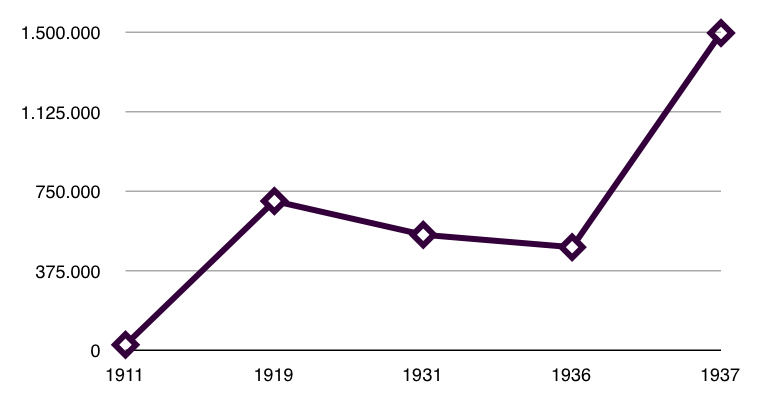
Medlemsantal 1911-1937.

I februari 1919 spelade CNT en ledande roll i en generalstrejk i Katalonien som lamslagit 70% av regionens industrier och tvingat regeringen att lagstifta om åtta timmars arbetsdag. Ledande arbetsgivare fick panik av arbetarnas mobilisering och anlitade yrkeskriminella för att mörda fackliga ledare, en taktik som svårt drabbade CNT. På den andra kongressen i december 1919 diskuterades möjligheten att ena CNT med det socialistiska UGT för att stärka arbetarrörelsen, och man beslöt också att knyta CNT till Tredje internationalen. Efter att fackledaren Ángel Pestaña, som förkastade den militanta verksamhet somliga CNT-medlemmar förde, återvänt från exil i Sovjetunionen 1922 beslöts slutgiltigt att bryta alla band till den av bolsjevikerna dominerade Tredje internationalen. I december 1922 bildades den icke-kommunistiska Internationella arbetarassociationen som snabbt fick en syndikalistisk prägel och vilken CNT blev medlem i.
1923 utsågs den konservative generalen Miguel Primo de Rivera till premiärminister och CNT förbjöds för en andra gång. Med inspiration av Benito Mussolini i Italien lät de Rivera i korporativistisk anda bilda kommittéer där arbetsgivare och arbetstagare gemensamt skulle förhandla fram villkor på arbetsmarknaden, och som representant för arbetstagarna valdes UGT. Socialisterna accepterade därmed de Riveras styre och allt samarbete mellan UGT och CNT upphörde, fortsatta strejkförsök krossades av armén. 1927 bildades Federación Anarquista Ibérica som opposition mot inflytandet hos de mer moderata medlemmarna i CNT. FAI försökte få facket att inte överge de anarkistiska idealen och vann med åren många fackmedlemmars lojalitet.

#### 1930-1936
Efter monarkins fall 1931 gav CNT endast begränsat stöd till Andra republiken då de nya republikanska regeringarna valde att fortsätta slå ner alla försök till strejk med storskaligt våld. Åren 1931-1933 inkluderade flera försök till både industrispecifika strejker och generalstrejker men samtliga krossades av militär och polis. Samtidigt ökade CNT sitt inflytande utanför Katalonien och det radikala FAI ökade sitt inflytande i CNT. 1932 bröt Ángel Pestaña med de radikala anarkisterna och bildade det icke-militanta Syndikalistiska partiet. Anarkisterna höll sig fortsättningsvis ofta i bakgrunden under de politiska oroligheterna på grund av statsmaktens hot om repressalier, vilket visade sig tydligt under gruvarbetarstrejken i Asturien 1934. I parlamentsvalet 1936 var CNT delat mellan de som ville bojkotta valet, de som ville låta varje arbetare själv få välja om han ville rösta eller ej och de som ville organisera aktivt stöd för Folkfronten. Resultatet blev att förhålla sig neutralt till alla partier trots UGT:s försök att vinna över CNT till vänsterkoalitionen. 1 juni hölls dock en gemensam strejk med UGT men demonstrerande arbetare attackerades av högerextrema falangister varefter protesterna urartade, polis besköt arbetarna, anarkister hämnades genom ett attentat mot falangistledaren José Antonio Primo de Rivera och myndigheterna stängde ner CNT:s lokaler i Madrid. Detta bakslag till trots hade Folkfronten vunnit parlamentsvalet och förbudet mot CNT upphävdes. Trots det var CNT fortsatt skeptiska mot vänsterregeringen på grund av de ideologiska skillnaderna mot de som ville genomföra samhällsförändringar via statsapparaten (t.ex. socialdemokrater och kommunister) och anarkisterna som helt förkastade statsapparaten som medel för förändring.

#### Inbördeskrig och revolution
18 juli 1936 bröt spanska inbördeskriget ut och CNT gav helhjärtat stöd till republiken. Kort efter krigsutbrottet inleddes spanska revolutionen där anarkisterna var en av de mest drivande parterna. I de republikanska områden som CNT-FAI hade störst inflytande i, främst Katalonien och Aragonien, inleddes i anarkistisk och frihetligt socialistisk anda en rad reformer. Bl a genomfördes en kollektivisering av jorden, i regel med böndernas godkännande och aktiva deltagande, och knappt några av kollektiven stod under statens kontroll utan drevs lokalt och regionalt av medarbetarna själva. Många andra samhällsfunktioner övertogs av arbetare, butiker och industrier drevs i gemensam regi, kvinnors rättigheter utökades avsevärt och självförsvarsstyrkor tog över där den reguljära militären frånvarade. I Barcelona bildades Duruttikolonnen, en anarkistisk arméenhet på runt 6000 man, för att försvara staden mot nationalisterna. I november 1936 gick CNT med i folkfrontsregeringen under Francisco Largo Caballero och erhöll fyra ministerposter.
För CNT-FAI:s del ökade medlemsantalet dramatiskt i samband med revolutionen men anarkisternas aktiviteter splittrade den republikanska sidan. Paradoxalt nog var en av revolutionens största motståndare Spaniens kommunistiska parti som dels av ideologiska skäl förkastade den anarkistiska idén om kollektivisering utan statlig inblandning och dels hörsammade Kominterns krav på att kväsa revolutionen för att inte uppröra de franska och brittiska regeringarna, som Josef Stalin ville hålla sig på god fot med. Inledningsvis var CNT-FAI:s inflytande dock så stort bland de spanska arbetarna och bönderna att varken kommunister eller den republikanska regeringen vågade agera för kraftfullt; CNT-FAI hade över två miljoner medlemmar sammanlagt men uppemot åtta miljoner spanjorer beräknas ha varit direkt eller indirekt aktiva i revolutionen. Stridigheter mellan regeringen och CNT-FAI pågick dock i flertalet områden som hölls av anarkisterna.
I februari 1937 antog den republikanska regeringen en serie åtgärder som syftade till att motverka anarkisternas inflytande, i en rad städer i Katalonien skickades armén för att upplösa anarkistiska miliser och FAI:s tidskrift censurerades. Det hela utmynnade i majdagarna 1937 då regeringen, Kommunistpartiet och socialisterna gemensamt krossade CNT-FAI och dess allierade i trotskistiska POUM. 16 maj avgick premiärminister Caballero och efterträddes av Juan Negrín, som stod kommunisterna nära, och CNT-FAI lämnade regeringssamarbetet. 6 juni 1937 förbjöd regeringen alla ej ännu upplösta bondekollektiv, det anarkistiska militärkommandot i Aragonien upplöstes och Republikanska folkarmén plundrade CNT-kontor i regionen. Trots det vägrade CNT:s ledarskap att fördöma regeringens aktioner eller låta de egna anarkistiska miliserna lämna fronten för att försvara kollektiven, något som orsakade konflikt mellan ledarskapet och medlemmarna. Fram till 1938 revs samtliga revolutionens reformer upp av regeringen, och företagare, storbönder och godsägare återfick sina gamla ägor. Det försvagade CNT fortsatte dock vara aktivt på republikens sida fram till inbördeskrigets slut i april 1939 ,och många anarkister stupade i strider med nationalistiska trupper.

### Francotiden fram till idag
Efter Francisco Francos maktövertagande förbjöds CNT, och alla fackföreningens tillgångar förstatligades. Vid tidpunkten för nationalisternas seger beräknades CNT-FAI fortfarande ha runt en miljon medlemmar. Mellan 160 000 och 180 000 CNT-medlemmar dödades i kriget och de efterföljande åren av fascistiskt styre.
Ända fram till 1948 verkade anarkistiska gerillaenheter, så kallade maquis, från exil i Frankrike mot mål i hemlandet. Men i exil led CNT av intern splittring, vilket tillsammans med det omfattande förtrycket av fackföreningens verksamheter inuti Spanien ledde till förlorat inflytande bland befolkningen.
Efter Francos död 1975 blev CNT åter tillåtet. Trots att fackföreningen inte lyckats bli lika stor som under 1930-talet, är CNT fortfarande en av världens starkaste anarkosyndikalistiska fackföreningar med 50 000 medlemmar.